# بول شتاين
بول شتاين (بالألمانية: Paul Ludwig Stein)‏ (و. 1892 – 1951 م) هو ممثل، ومخرج سينمائي، وكاتب سيناريو، ومنتج أفلام، وكاتِب، من النمسا، ولد في فيينا، توفي في لندن، عن عمر يناهز 59 عاماً.

## وصلات خارجية
- بول شتاين على موقع IMDb (الإنجليزية)
- بول شتاين على موقع ألو سيني (الفرنسية)
- بول شتاين على موقع أول موفي (الإنجليزية)
- بول شتاين على موقع قاعدة بيانات الأفلام السويدية (السويدية)
- بول شتاين على موقع قاعدة بيانات الفيلم (الإنجليزية)
- بول شتاين على موقع كينوبويسك (الروسية)